# Requins de l’Atlantique FC
Association Omnisports Les Requins de l’Atlantique Football Club w skrócie Requins de l’Atlantique FC – – beniński klub piłkarski, grający w pierwszej lidze benińskiej, mający siedzibę  w mieście Kotonu.

## Sukcesy
- Moovligue 1[1]:
  - mistrzostwo (3): 1985, 1987, 1990.

- Puchar Beninu[2]
  - zwycięstwo (5): 1978, 1981, 1983, 1988, 1989.

## Stadion
Domowe mecze klub rozgrywa na stadionie o nazwie Stade René Pleven d’Akpakpa w Kotonu. Stadion może pomieścić 10000 widzów.

## Występy w afrykańskich pucharach
| Sezon | Rozgrywki                 | Runda   | Kraj                         | Klub                   | Dom | Wyjazd | Dwumecz      |
| ----- | ------------------------- | ------- | ---------------------------- | ---------------------- | --- | ------ | ------------ |
| 1979  | Puchar Zdobywców Pucharów | 1       |                              | Kadiogo FC             | 1–1 | 1–3    | 2–4          |
| 1982  | Puchar Zdobywców Pucharów | 1       | Mali                         | Djoliba Athletic Club  | 0–0 | 0–1    | 0–1          |
| 1984  | Puchar Zdobywców Pucharów | 1       | Wybrzeże Kości Słoniowej     | ASEC Mimosas           | 2–1 | 0–3    | 2–4          |
| 1986  | Puchar Mistrzów           | wstępna | Wybrzeże Kości Słoniowej     | Africa Sports National | 1–0 | 0–1    | 1–1 (k. 3–4) |
| 1987  | Puchar Mistrzów           | 1       | Kamerun                      | Canon Jaunde           | 0–0 | 0–7    | 0–7          |
| 1988  | Puchar Mistrzów           | 1       | Nigeria                      | Iwuanyanwu Nationale   | 0–1 | 0–2    | 0–3          |
| 1990  | Puchar Zdobywców Pucharów | 1       | Republika Środkowoafrykańska | Olympic Real de Bangui | 1–0 | 0–1    | 1–1 (k. 4–3) |
| 1990  | Puchar Zdobywców Pucharów | 2       | Senegal                      | US Ouakam              | 0–0 | 0–1    | 0–1          |
| 1991  | Puchar Mistrzów           | 1       | Tunezja                      | Club Africain          | 1–2 | 1–5    | 2–7          |
| 1993  | Puchar CAF                | 1       | Gabon                        | Petrosport FC          | 1–0 | 0–3    | 1–3          |
| 2003  | Puchar CAF                | 1       | Tunezja                      | Club Africain          | 1–0 | 0–2    | 1–2          |